# 北バンコク火力発電所
北バンコク火力発電所（きたバンコクかりょくはつでんしょ、タイ語：โรงไฟฟ้าพระนครเหนือ）とは、タイ王国のノンタブリー県に設置されている、火力発電所である。この発電所はチャオプラヤー川の河岸に立地しており、タイ王国発電公社が運営している。なお、本稿では新旧両方の北バンコク火力発電所について解説する。

## 解説
旧北バンコク火力発電所には、1970年に定格出力15 (MW)のガスタービンが設置された

。
2004年になって設備更新も兼ねて発電所を移転させることが計画され、その後、チャオプラヤー川河岸への移転は実施された

。
こうして新北バンコク火力発電所が誕生した。そして、この移転に伴って、旧北バンコク発電所は廃止された

。
新北バンコク火力発電所が運転を開始したのは2010年のことであり、天然ガスを燃料とするコンバインドサイクル発電設備群を1つ備えている。これは、定格出力221 (MW)のガスタービン2基と、定格出力262 (MW)の蒸気タービンとを組み合わせて作られており、最大704 (MW)の出力が可能である。なお、新北バンコク火力発電所には増設計画も存在し、2012年2月に2号機建設の入札が行われた

。

2013年現在、2号機は2016年1月の完成を予定している

。